# Matt Holliday
Matthew Thomas Holliday (Stillwater, 15 gennaio 1980) è un giocatore di baseball statunitense di ruolo esterno sinistro, free agent dal 29 ottobre 2018.

## Carriera

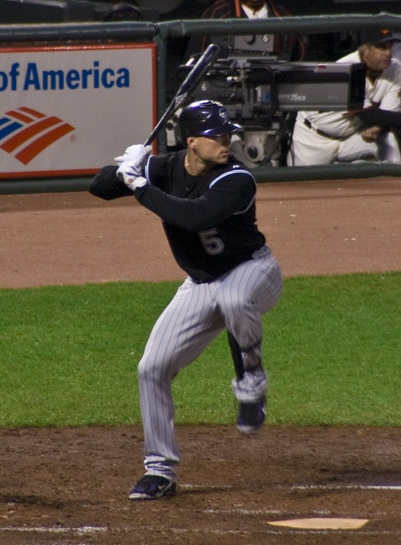
Matt Holliday con i Rockies nel 2007

Holliday frequentò la Stillwater High School a Stillwater, Oklahoma, sua città natale, e venne selezionato nel settimo turno del draft MLB 1998 dai Colorado Rockies, iniziando nella classe Rookie.
Nel 1999 giocò nella classe A e nel 2000 e 2001 nella classe A-avanzata. Nel 2002 e 2003 militò nella Doppia-A.
Esordì nella MLB il 16 aprile 2004, al Busch Stadium di Saint Louis contro i St. Louis Cardinals. Il 18 aprile batté la sua prima valida e il 22 aprile il primo fuoricampo. Nel suo anno di esordio venne convocato per l'All-Star Game e vinse il Silver Slugger Award. Concluse la stagione con 121 partite disputate nella MLB e 6 nella Tripla-A.
Nel 2007 replicò con la seconda convocazione All-Star e il secondo premio Silver Slugger, e in più venne nominato miglior battitore della National League e terminò la stagione come leader in punti battuti a casa e in valide effettuate. Nel post-stagione venne anche nominato miglior giocatore della National League Championship Series e partecipò alle World Series, battendo anche un fuoricampo nella terza partita che tuttavia non fu sufficiente a vincere la partita, e a evitare la sconfitta definitiva della squadra avvenuta nella gara successiva a favore dei Boston Red Sox, vincitori per 4 partite a 0.
Il 10 novembre del 2008 i Rockies scambiarono Holliday con gli Oakland Athletics, in cambio di Carlos Gonzalez, Greg Smith e Huston Street.
Il 24 luglio 2009, Holliday venne scambiato con i St. Louis Cardinals per Clayton Mortensen, Shane Peterson e Brett Wallace. A fine stagione divenne free agent per un breve periodo, prima di firmare un contratto con i Cardinals il 5 gennaio 2010. Durante le World Series 2011 fu costretto a saltare gara 7 (che assegnò la vittoria a lui e la squadra) a causa dello slogatura del polso destro rimediata nella partita precedente.
Firmò con i New York Yankees il 7 dicembre 2016. Diventato free agent a stagione 2017 conclusa non riuscì a firmare con un'altra squadra in tempo per l'inizio della stagione 2018. Firmò poi a stagione in corso, il 29 luglio 2018, con i Rockies.

## Nazionale
Holliday partecipò con la Nazionale Statunitense al World Baseball Classic 2006.

## Palmarès

### Club
- World Series: 1

St. Louis Cardinals: 2011

### Individuale
- MVP della National League Championship Series: 1

2007
- MLB All-Star: 7

2006-2008, 2010-2012, 2015
- Silver Slugger Award: 4

2006-2008, 2010
- Miglior battitore della National League: 1

2007
- Leader della NL in punti battuti a casa: 1

2007
- Leader della NL in valide: 1

2007
- Giocatore del mese della NL: 1

(settembre 2007)
- Giocatore della settimana della NL: 7

(31 luglio 2005, 24 settembre 2006, 29 luglio 2007, 16 settembre 2007, 13 aprile 2008, 20 giugno 2010, 31 agosto 2014)